# The Accursed
Pour plus de détails, voir Fiche technique et Distribution.
The Accursed est un film d'horreur américain réalisées par Kathryn Michelle et Elizabeta Vidovic, sorti en 2021.

## Fiche technique
Sauf indication contraire, les informations mentionnées dans cette section peuvent être confirmées par la base de données cinématographiques IMDb,  présente dans la section « Liens externes ».
- Titre original : The Accursed
- Réalisation : Kathryn Michelle et Elizabeta Vidovic
- Scénario :
- Direction artistique :
- Costumes :
- Montage :
- Musique : Tasos Eliopoulos[1]
- Production :
- Sociétés de production :
- Société de distribution :
- Pays d'origine :  États-Unis
- Langue originale : anglais
- Format :
- Genres : horreur
- Durée :
- Date de sortie :
  - États-Unis : 2021

## Distribution
- Izabela Vidovic
- Mena Suvari : Alma
- Melora Walters :
- Goran Visnjic : Nikola